# Krzysztof Jurgiel

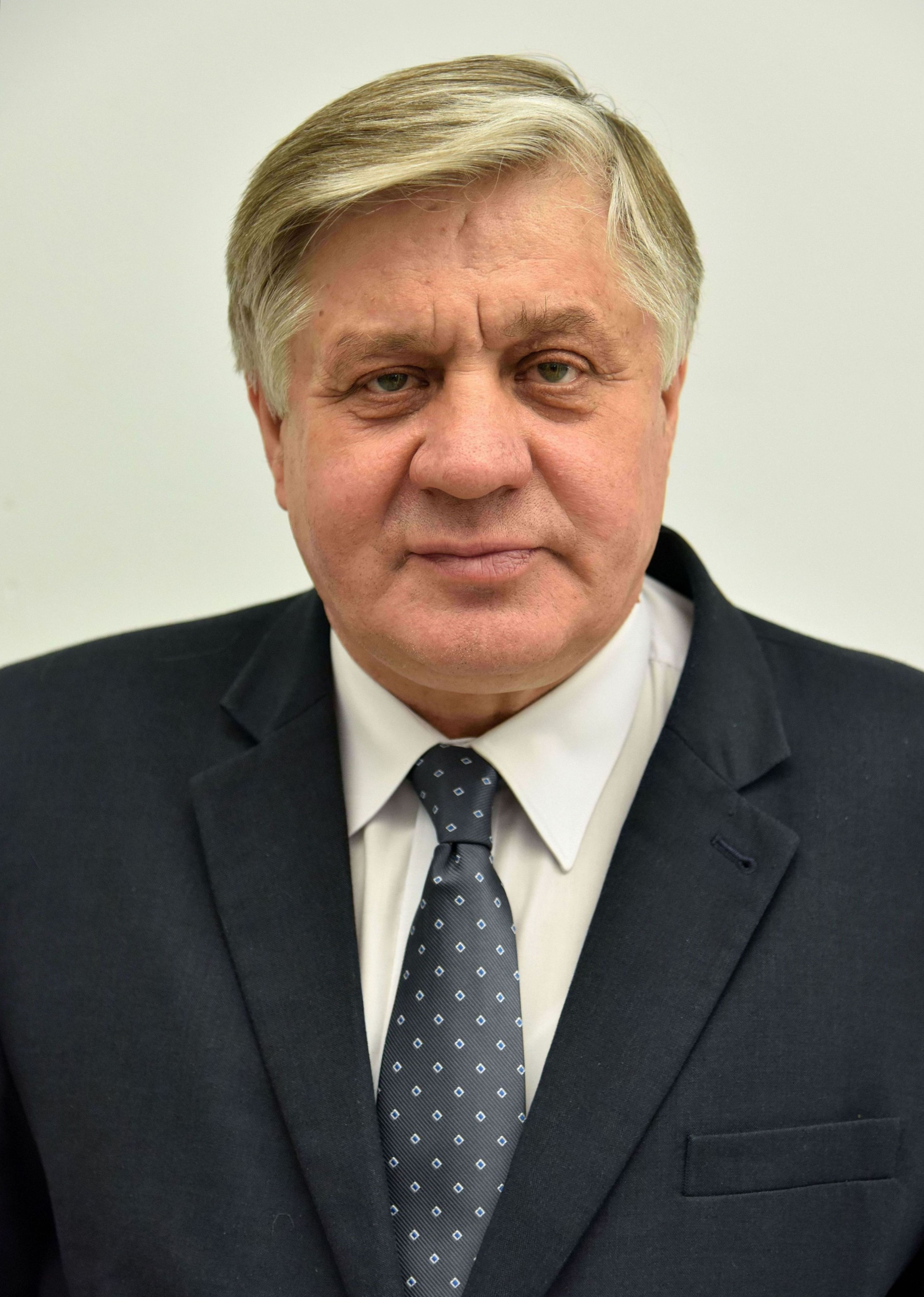
Krzysztof Jurgiel (2016)

Krzysztof Jurgiel (* 18. November 1953 in Ogrodniczki bei Białystok) ist ein polnischer Politiker und ehemaliger Landwirtschaftsminister. Er war Abgeordneter des Sejm von 1997 bis 2003 und seit 2005 (in der III., IV., V., VI., VII. und VIII. Wahlperiode). Außerdem war er von 2003 bis 2005 Senator (V. Wahlperiode), von 1995 bis 1998 Stadtpräsident (Oberbürgermeister) von Białystok.

## Leben
Im Jahr 1978 beendete er an der Fakultät für Geodäsie und Kartographie der Technischen Universität Warschau und wurde Ingenieur für Geodäsie. Danach arbeitete er in den Jahren von 1978 bis 1980 als Leiter der Geodäsie-Behörde in Białystok, in den Jahren 1981 bis 1984 als Spezialist für Geodäsie im Baukombinat von Białystok und von 1984 bis 1988 als Inspektor im Woiwodschaftsamt von Białystok. In den Jahren 1988 bis 1994 arbeitete er als unabhängiger Unternehmer und war Eigentümer des Unternehmens für Geodäsie und Kartographie "Meridian".
1994 wurde er Stadtrat von Białystok, danach wurde er Stellvertretender Stadtpräsident für Grundstückswirtschaft und Wirtschaftsentwicklung. In den Jahren 1995 bis 1998 war er Stadtpräsident von Białystok. Von 1998 bis 2001 war er Abgeordneter und Stellvertretender Vorsitzender des Sejmik der Woiwodschaft Podlachien.
1997 wurde er über die Liste der Akcja Wyborcza Solidarność (Wahlbündnis "Solidarność" – AWS) in den Sejm gewählt. Bei den Parlamentswahlen 2001 wurde er über die Liste der Prawo i Sprawiedliwość (Recht und Gerechtigkeit – PiS) Abgeordneter des Sejm. Im Jahr 2003 gewann er eine Nachwahl zum Senat und wurde Senator der V. Wahlperiode.
Seit 1980 gehört er der Gewerkschaft Solidarność, war Delegierter auf Landeskonferenzen dieser Gewerkschaft. Er gehört dem Verein Katholischer Familien an. In den Jahren 1990 bis 1999 war er in der national-konservativen Partei Porozumienie Centrum (PC) aktiv und danach in der Partei Porozumienie Polskich Chrześcijańskich Demokratów ("Verständigung Polnischer Christdemokraten – PPChD) und seit 2001 ist er Mitglied der PiS, unter anderem im Landesvorstand und als Vorsitzender der Ethikkommission.
Bei den Parlamentswahlen 2005 wurde er erneut über die Liste der PiS Abgeordneter für den Wahlkreis Białystok. Am 31. Oktober 2005 wurde er Minister für Landwirtschaft und Entwicklung der Ländlichen Gebiete. Dieses Amt übte er bis zum 5. Mai 2006 aus.
Im Februar 2006 rief ein Journalist der polnischen Boulevard-Zeitung "Fakt" bei dem damaligen Minister an und gab sich als Assistent von Tadeusz Rydzyk, dem Direktor des national-katholischen Radiosenders Radio Maryja und bat den Minister, ihm ein Auto zur Verfügung zu stellen, da sein Auto ein Panne habe. Der Minister erklärte sich sofort bereit, dem "Vater Direktor", wie Rydzyk auch genannt wird, ein Dienstauto des Ministeriums zur Verfügung zu stellen. Diese Angelegenheit wurde zu einem nicht unerheblichen Skandal in Polen.
Bei den Parlamentswahlen 2007 errang er mit 28.212 Stimmen zum dritten Mal ein Abgeordnetenmandat und wurde stellvertretender Vorsitzender des Landwirtschaftsausschusses im Sejm. Bei den Parlamentswahlen 2011 wurde er wieder zum Abgeordneten gewählt und übernahm den Vorsitz im Landwirtschaftsausschuss.
Bei den Parlamentswahlen 2015 wurde er nochmals zum Abgeordneten gewählt. Am 16. November 2015 übernahm er den Posten des Landwirtschaftsministers im Kabinett von Beata Szydło und wurde im Nachfolgerkabinett Morawiecki am 19. Juni 2018 von Jan Krzysztof Ardanowski ersetzt